# Jean Moulin (homme politique, 1772-1833)
Pour les articles homonymes, voir Moulin (homonymie) et Jean Moulin (homonymie).
Jean Moulin, né le 22 août 1772 à La Tour-d'Auvergne et mort le 19 décembre 1833 à Clermont-Ferrand, est un homme politique français.

## Biographie
Il est le fils de Michel Moulin (1745-1811), député à l'Assemblée législative en 1791.

## Détail des fonctions et des mandats
Mandat parlementaire
- 13 mai 1815 - 13 juillet 1815 : Député du Puy-de-Dôme

## Sources
- « Jean Moulin (homme politique, 1772-1833) », dans Adolphe Robert et Gaston Cougny, Dictionnaire des parlementaires français, Edgar Bourloton, 1889-1891 [détail de l’édition]